# 鷲の爪
『鷲の爪』（原題：Fly Like an Eagle）は、アメリカ合衆国のロック・バンド、スティーヴ・ミラー・バンドが1976年に発表した9作目のスタジオ・アルバム。

## 背景
前作『ジョーカー』（1973年）収録曲「イーヴル」でもベースを弾いていたロニー・ターナーと、新ドラマーのゲイリー・マラバーを迎えたトリオ編成のバンドを基本とし、ジェイムズ・コットンやジョン・マクフィー等のゲストも起用してレコーディングされた。サンフランシスコで行われたセッションでは2ダース以上の曲が録音され、うち12曲は本作、残りの曲の殆どは次作『ペガサスの祈り』（1977年）で発表された。
「ユー・センド・ミー」はサム・クックのカヴァーで、本作のヴァージョンにはチーチ&チョンのアルバム『Cheech & Chong's Wedding Album』（1974年）からの引用が挿入されている。

## 反響
アメリカのBillboard 200では3位に達し、前作『ジョーカー』に続く自身2作目の全米トップ10アルバムとなった。また、1977年には『ビルボード』のR&Bアルバム・チャートで19位を記録している。バンドは本作で自身初の全英アルバムチャート入りも果たし、合計17週トップ100入りして最高11位を記録した。
本作からの第1弾シングル「テイク・ザ・マネー・アンド・ラン」は全米11位に終わるが、続く「ロックン・ミー」は全米1位・全英11位の大ヒットとなり、その後「フライ・ライク・アン・イーグル」が全米2位を記録した。

## 評価
Stephen Thomas Erlewineはオールミュージックにおいて5点満点中4.5点を付け「焦点が絞り込まれたことで、ミラーの作品の中でも特に強力な曲（オリジナル及びカヴァーの両方）、それにいかなる場面でも適切な、綿密で雰囲気に富んだ音作りがもたらされた」と評している。『ローリング・ストーン』誌が選出したオールタイム・グレイテスト・アルバム500では445位にランク・インした。

## 収録曲
特記なき楽曲はスティーヴ・ミラー作。
1. スペース・イントロ - "Space Intro" – 1:14
2. フライ・ライク・アン・イーグル - "Fly Like an Eagle" – 4:44
3. ワイルド・マウンテン・ハニー - "Wild Mountain Honey" (Steve McCarty) – 4:50
4. 星空のセレナーデ - "Serenade" (S. Miller, Chris McCarty) – 3:12
5. ダンス・ダンス・ダンス - "Dance, Dance, Dance" (S. Miller, Joseph Cooper, Brenda Cooper) – 2:19
6. マーキュリー・ブルース - "Mercury Blues" (K. C. Douglas) – 3:45
7. テイク・ザ・マネー・アンド・ラン - "Take the Money and Run" – 2:52
8. ロックン・ミー - "Rock'n Me" – 3:08
9. ユー・センド・ミー - "You Send Me" (Sam Cooke) – 2:42
10. ブルー・オデッセイ - "Blue Odyssey" – 0:51
11. スイート・マリー - "Sweet Maree" – 4:26
12. ザ・ウインドウ - "The Window" (S. Miller, Jason Cooper) – 4:18

## 参加ミュージシャン
- スティーヴ・ミラー - ボーカル、ギター、シンセサイザー、シタール
- ロニー・ターナー - ベース
- ゲイリー・マラバー - ドラムス、パーカッション

アディショナル・ミュージシャン
- ヨアヒム・ヤング - ハモンドオルガン(on #2, #12)
- ジョン・マクフィー - ドブロ・ギター(on #4)
- ジェイムズ・コットン - ハーモニカ(on #10, #11)
- カーリー・クック - リズムギター(on #12)
- レス・デューデック - スライドギター(on #12)
- チャールズ・カラミス - ベース(on #12)
- ケニー・ジョンソン - ドラムス(on #12)